# GCompris
GCompris es un paquete de software de entretenimiento educativo para niños de 2 a 10 años. GCompris se escribió originalmente en C y Python utilizando el Kit de herramientas de widgets de GTK+. Pero desde principios de 2014 se ha realizado una reescritura en C++ y QML utilizando el Kit de herramientas de widgets de Qt. GCompris es software libre y de código abierto y la versión actual está sujeta a los requisitos de la licencia AGPL-3.0-only. Ha formado parte del proyecto GNU.
El nombre GCompris es un juego de palabras, en el idioma francés se pronuncia igual que la frase "he comprendido", J'ai compris /ʒekɔ̃ˈpʁi/.
Está disponible para Linux, BSD, macOS, Windows y Android. Mientras que los binarios compilados para Microsoft Windows y macOS se distribuían inicialmente con un número restringido de actividades y era necesario pagar una pequeña cuota para desbloquear todas las actividades, desde febrero de 2020 la versión completa es totalmente gratuita para todas las plataformas.

## Extensión
En el momento de redactar este documento[¿cuándo?] GCompris contaba con más de 130 juegos, denominados "actividades". Estos se agrupan en los siguientes grupos:
- Descubrimiento del ordenador: teclado, ratón, diferentes gestos del ratón.
- Aritmética: memoria de tablas, enumeración, tabla de doble entrada, imágenes en espejo.
- Ciencia: la cerradura del canal, el ciclo del agua, el submarino, simulaciones eléctricas
- 123Geografía: sitúa el país en el mapa
- Juegos: ajedrez, memoria, conecta 4, oware, sudoku
- Lectura: práctica de la lectura
- Otros: aprender a decir la hora, puzzle de cuadros famosos, dibujo vectorial, hacer dibujos animados

## Historia del desarrollo

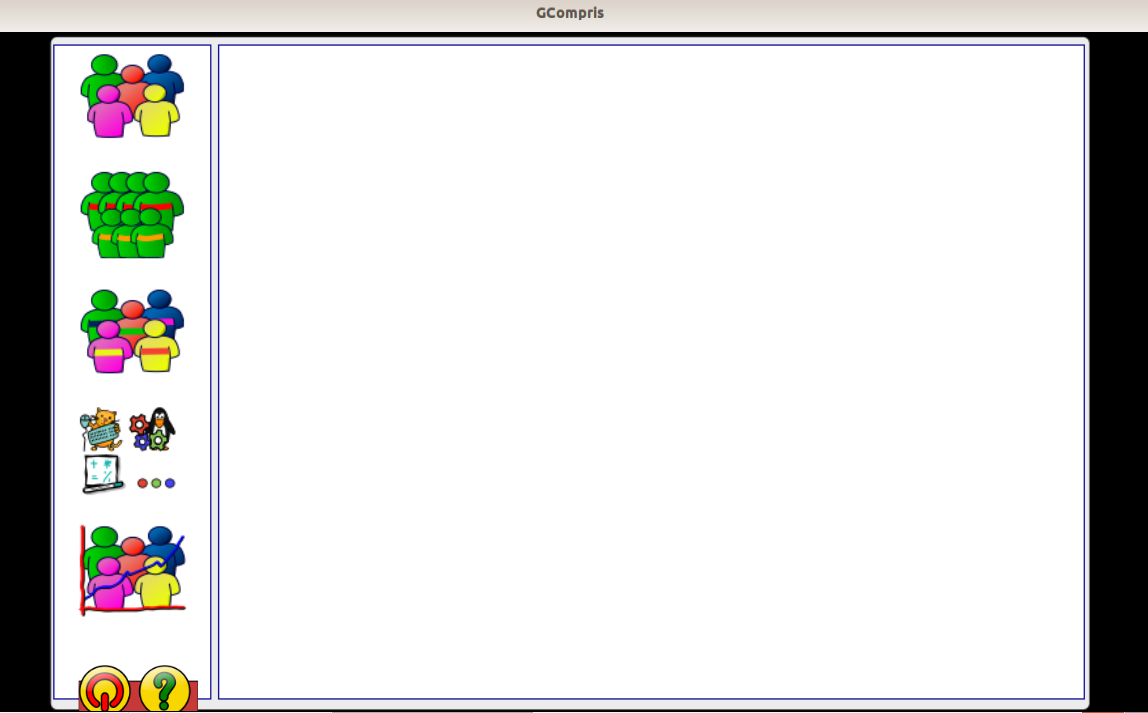
Pantalla de administración de GCompris

La primera versión del juego fue realizada en 2000 por Bruno Coudoin, un ingeniero de software francés. Desde la primera versión se distribuyó libremente en Internet y estaba protegido por la GNU General Public License. La motivación detrás del desarrollo era proporcionar una aplicación educativa nativa para Linux. Desde entonces, el software ha experimentado varias mejoras, en términos de gráficos y número de actividades, gracias a la ayuda de muchos desarrolladores y artistas gráficos que se han unido al proyecto a lo largo de los años.
Existen dos ramas de GCompris; con versiones publicadas en cada una. La primera, la más antigua de las cuales es la rama GTK+ que contiene 140 actividades, se considera ahora una rama heredada en modo de mantenimiento, sin nuevos desarrollos. La última versión de GTK+ es la 15.10 del 18 de octubre de 2015.
La rama más reciente de GCompris está completamente reescrita utilizando Qt Quick. La versión actual está desarrollada utilizando lenguajes JavaScript, QML y C++.